# Coccoloba spinescens
Coccoloba spinescens är en slideväxtart som beskrevs av Morong.. Coccoloba spinescens ingår i släktet Coccoloba och familjen slideväxter. Inga underarter finns listade i Catalogue of Life.